# Ove Karlsson (friidrottare)
Ove Gösta Karlsson, född 25 september 1936, är en svensk före detta idrottsman (långdistanslöpare). Han tävlade för IFK Sundsvall.
Karlsson vann SM-guld på 5 000 meter år 1961 och 1962 samt på 10 000 meter åren 1960, 1962 och 1963.